# 橘正遠
橘 正遠（たちばな の まさとお）は、南北朝時代の軍事官僚。建武の新政で武者所に務めた。軍記物『太平記』では、彼をモデルにしたと思われる和田 正遠（わだ まさとお）、もしくは和田 正隆（わだ まさたか）、通称五郎（ごろう）という武将が、楠木正成の配下として登場し、正成の弟正季と並ぶ片腕として活躍する。

## 生涯
元弘の乱で鎌倉幕府に勝利した後醍醐天皇が、元弘3年/正慶2年（1333年）6月に建武の新政を開始すると、復活した（事実上の新設）軍事政務機構である武者所の官僚に抜擢される（『建武記』）。全六番のうち所属は五番で、楠木正成と同じである。武者所全65名のうち、彼のみ無位無官であり、かなり異様な存在である。
表には「橘正遠」とあるのみだが、多くの人物が本姓で記されているため、正遠は一応楠木氏（もしくはその同族の河内和田氏）の人と見ていいとは考えられる。同族では楠木正家が常陸国（茨城県）という遠方に派遣される一方で、橘正遠は中央政権での勤務に選ばれているから、正遠は史実でも正成の片腕的存在だったのだろう。
なお、『尊卑分脈』所収『橘氏系図』では、楠木正成の父の名前も橘正遠（楠木正遠）とされるが、正成父との関係は不明。正成父は家系図によって名前が大きく違う。
大正3年（1914年）11月19日、贈正四位。

## 『太平記』
軍記物『太平記』での初登場は、巻3「赤坂城軍の事」（流布本）で、楠木正成の挙兵に当初より従い、元弘元年（1331年）9月11月ごろより始まった赤坂城の戦いに参戦。正成の弟楠木正季と共に300余騎を従えて城の側の山にひそみ、時期を見計らって正季と共に遊撃兵を二手に分け、赤坂城に引きつけられた敵を、側面から奇襲して蹴散らすという武功をあげる。
その後、楠木正成が元弘の乱に勝ち鎌倉幕府が崩壊すると、後醍醐天皇が建武の新政を開始するが、天皇と足利尊氏との対立から延元の乱が発生してしまう。
そして、戦局は二転三転したが、後醍醐天皇側不利の状況で開戦した建武3年/延元元年5月25日（1336年7月4日）の湊川の戦いで、正成は700余騎が73騎になるまで奮戦したが、ついに覚悟を決めて弟の正季や腹心の武将たちと共に自害した（流布本巻16「正成兄弟の討死の事」）。正成と共に殉死した武将の中に「和田五郎正隆（わだごろうまさたか）」という名前があり、徳川光圀『大日本史』はこれを正遠と同人物であるとしている。